# Oribatella monospicus
Oribatella monospicus är en kvalsterart som beskrevs av Robert A.Wharton 1938. Oribatella monospicus ingår i släktet Oribatella och familjen Oribatellidae. Inga underarter finns listade i Catalogue of Life.